# Byron Foulger
Byron (Kay) Foulger, né le 27 août 1899 à Ogden (Utah) et mort le 4 avril 1970 à Los Angeles (quartier d'Hollywood, Californie), est un acteur américain.

## Biographie
Byron Foulger entame sa carrière au théâtre et joue notamment à Broadway (New York) dans cinq pièces aux côtés de Moroni Olsen, la première étant Médée d'Euripide (1920) et la dernière Candida de George Bernard Shaw (1922).
Second rôle prolifique au cinéma, il contribue à trois-cent-cinquante-six films américains, depuis Cabaret de nuit d'Hobart Henley (1932, avec Lew Ayres et Mae Clarke) jusqu'à Le Reptile de Joseph L. Mankiewicz (1970, avec Kirk Douglas et Henry Fonda), sorti l'année de sa mort, à 70 ans.
Parmi ses films notables entretemps, mentionnons Le Prisonnier de Zenda de John Cromwell (1937, avec Ronald Colman et Madeleine Carroll), Les bourreaux meurent aussi de Fritz Lang (1943, avec Brian Donlevy et Walter Brennan), Les Trois Mousquetaires de George Sidney (1948, avec Gene Kelly et Lana Turner), le western Le Bord de la rivière d'Allan Dwan (1957, avec Ray Milland et Anthony Quinn), ou encore Milliardaire pour un jour de Frank Capra (1961, avec Glenn Ford et Bette Davis).
À la télévision américaine, outre trois téléfilms (1958-1970), il apparaît dans cent-vingt-trois séries entre 1950 et 1969, dont The Lone Ranger (quatre épisodes, 1950-1957), La Grande Caravane (cinq épisodes, 1959-1964), Perry Mason (deux épisodes, 1962-1965) et Au cœur du temps (un épisode, 1967).
De 1921 jusqu'à son décès, il est marié à l'actrice Dorothy Adams (1900-1988).

## Théâtre à Broadway (intégrale)
- 1920 : Médée (Medea) d'Euripide : le tuteur
- 1921 : Le Procès de Jeanne d'Arc (The Trial of Joan of Arc) d'Émile Moreau, adaptation d'Astrid Argyll : William Halton
- 1921 : Iphigénie à Aulis (Iphigenia in Aulis) d'Euripide : le porte-flambeau
- 1922 : Mr. Faust d'Arthur Davison Ficke : Brander
- 1922 : Candida de George Bernard Shaw : Eugene Marchbanks

## Filmographie partielle

### Cinéma
- 1932 : Cabaret de nuit (Night World) de Hobart Henley : M. Baby, patron de cabaret
- 1934 : Le Petit Ministre (The Little Minister) de Richard Wallace : un villageois
- 1937 : Le destin se joue la nuit (History Is Made at Night) de Frank Borzage : un employé de Vail
- 1937 : Le Prisonnier de Zenda (The Prisoner of Zenda) de John Cromwell : Johann
- 1937 : Place aux jeunes ou Au crépuscule de la vie (Make Way for Tomorrow) de Leo McCarey : M. Dale
- 1938 : Zorro l'homme-araignée (The Spider's Web) de James W. Horne et Ray Taylor (serial) : Allen Roberts
- 1938 : Vous ne l'emporterez pas avec vous (You Can't Take It With You) de Frank Capra : un assistant de Kirby
- 1939 : Celui qui avait tué la mort (The Man They Could Not Hang) de Nick Grinde : Lang
- 1939 : Million Dollar Legs de Nick Grinde : Frederick Day
- 1939 : Pacific Express (Union Pacific) de Cecil B. DeMille : Andrew Whipple
- 1939 : Monsieur Smith au Sénat (Mr. Smith Goes to Washington) de Frank Capra : le secrétaire du gouverneur Hopper
- 1939 : Le Gangster espion (Television Spy) d'Edward Dmytryk : William Sheldon

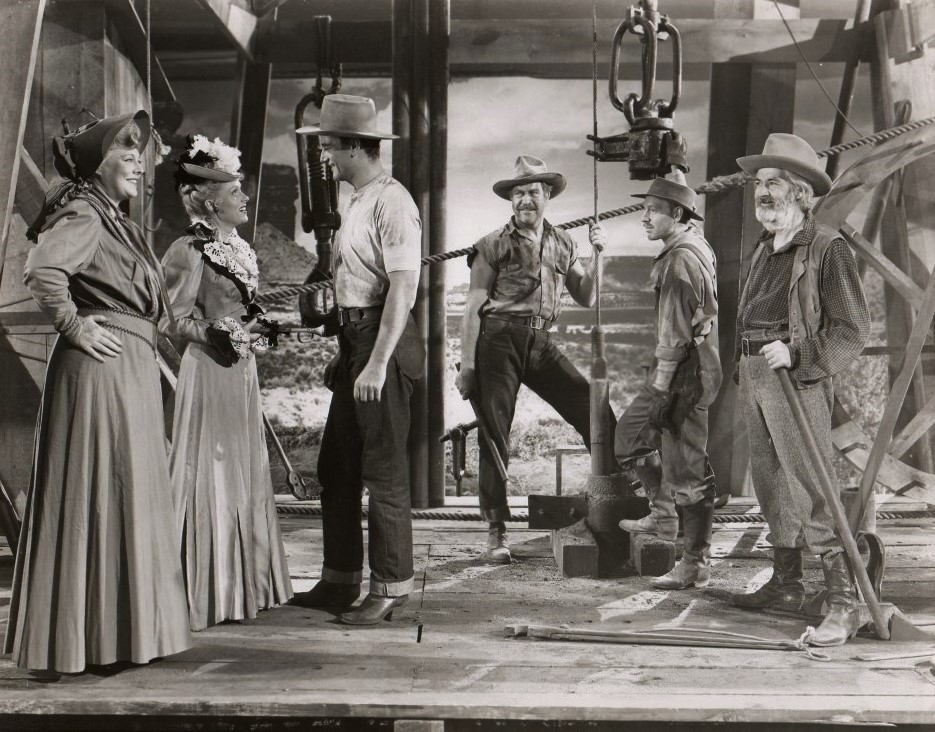
La Ruée sanglante (1943), avec Marjorie Rambeau, Martha Scott, John Wayne, Grant Withers, Byron Foulger et Gabby Hayes (de g. à d.)

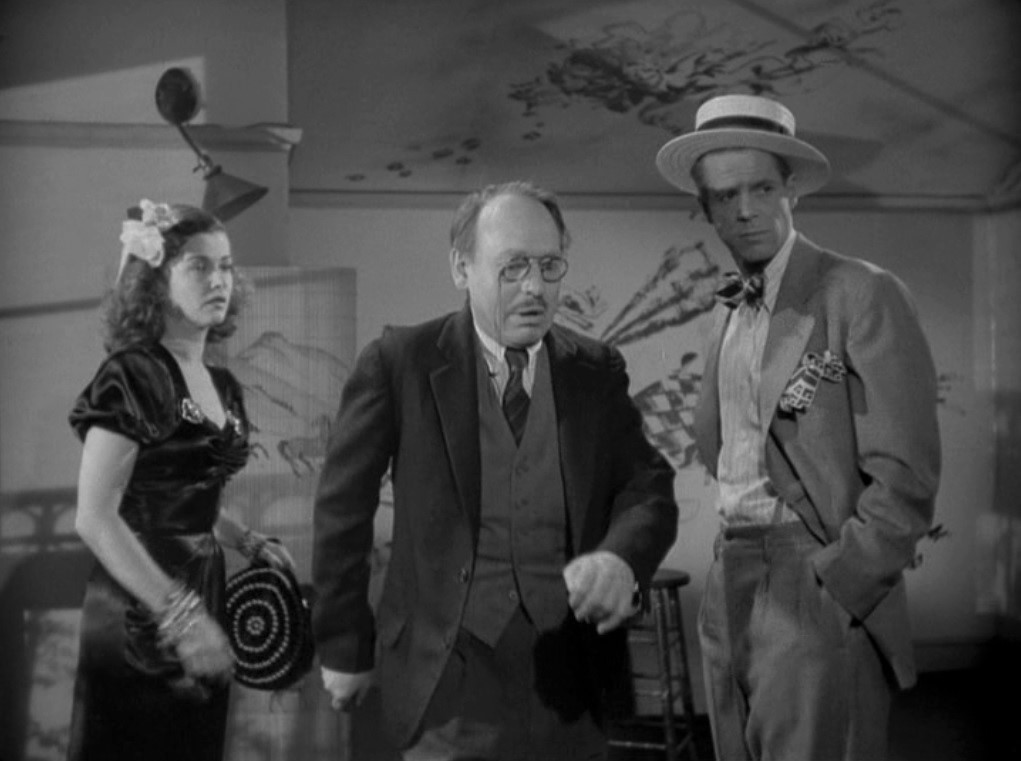
La Rue rouge (1945), avec Joan Bennett, Byron Foulger et Dan Duryea (de g. à d.)

- 1940 : La Vie de Thomas Edison (Edison, the Man) de Clarence Brown : Edwin Hall
- 1940 : L'Homme que j'ai ressuscité (The Man with Nine Lives) de Nick Grinde
- 1940 : Les Déracinés (Three Faces West) de Bernard Vorhaus : Joe Stebbins
- 1940 : Gouverneur malgré lui (The Great McGinty) de Preston Sturges : le secrétaire du gouverneur
- 1940 : Arizona de Wesley Ruggles : Pete Kitchen
- 1941 : Tu m'appartiens (You Belong to Me) de Wesley Ruggles : Delaney
- 1941 : L'Échappé de la chaise électrique (Made Made Monster) de George Waggner : le deuxième psychiatre
- 1941 : Sweetheart of the Campus d'Edward Dmytryk
- 1941 : Les Voyages de Sullivan (Sullivan's Travels) de Preston Sturges : M. Valdelle
- 1941 : Souvenirs (H.M. Pulham, Esq.) de King Vidor : Curtis Cole
- 1941 : Adieu jeunesse (Remember the Day) d'Henry King : M. Blanton
- 1941 : The Night of January 16th de William Clemens
- 1942 : Les Naufrageurs des mers du Sud (Reap the Wild Wind) de Cecil B. DeMille : Bixby
- 1942 : Miss Annie Rooney d'Edwin L. Marin
- 1943 : Les bourreaux meurent aussi (Hangmen Also Die!) de Fritz Lang : Bartos
- 1943 : Hi Diddle Diddle d'Andrew L. Stone : Watson
- 1943 : La Ruée sanglante (In Old Oklahoma) d'Albert S. Rogell : Wilkins
- 1943 : First Comes Courage de Dorothy Arzner : le commerçant norvégien
- 1943 : Et la vie continue (The Human Comedy) de Clarence Brown : M. Blenton
- 1943 : Dixie Dugan d'Otto Brower : le secrétaire
- 1943 : La Justice du lasso (Hoppy Serves a Writ) de George Archainbaud : Danvers
- 1943 : Les Anges de miséricorde ou Celles que fiers nous saluons (So Prouldy We Hail!) de Mark Sandrich : M. Larson
- 1943 : Le Cavalier du Kansas (The Kansan) de George Archainbaud : Ed Tracy
- 1943 : Margin for Error d'Otto Preminger : un employé du drugstore
- 1944 : Le mariage est une affaire privée (Marriage Is a Private Affair) de Robert Z. Leonard : Ned Bolton
- 1944 : Casanova le petit (Casanova Brown) de Sam Wood : Fletcher
- 1944 : Enemy of Women d'Alfred Zeisler : Krause
- 1944 : Espions sur la Tamise (Ministry of Fear) de Fritz Lang : M. Newby
- 1944 : Tendre Symphonie (Music for Millions) de Henry Koster : M. Perkins
- 1945 : Le Joyeux Phénomène (Wonder Man) de H. Bruce Humberstone : un client de Deli
- 1945 : Le Poison (The Lost Weekend) de Billy Wilder : un commerçant
- 1945 : La Rue rouge (Scarlet Street) de Fritz Lang : M. Jones
- 1946 : The Hoodlum Saint de Norman Taurog : J. Cornwall Travers
- 1946 : Dick Tracy contre Cueball (Dick Tracy vs. Cueball) de Gordon Douglas : Simon Little
- 1946 : La Pluie qui chante (Till the Clouds Roll By) de Richard Whorf : le secrétaire de Frohman
- 1946 : Le Courage de Lassie (Courage of Lassie) de Fred M. Wilcox : Dr Coleman
- 1947 : Ils ne voudront pas me croire (They Won't Believe Me) d'Irving Pichel : Harry Bascomb
- 1947 : Too Many Winners de William Beaudine : Ben Edwards / Claude Bates
- 1948 : La mariée est folle (The Bride Goes Wild) de Norman Taurog : Max
- 1948 : Les Trois Mousquetaires (The Three Musketeers) de George Sidney : M. Bonacieux
- 1948 : Vivons un peu (Let's Live a Little) de Richard Wallace
- 1949 : Monsieur Joe (Mighty Joe Young) d'Ernest B. Schoedsack : M. Jones
- 1949 : Les Amants de la nuit (They Live by Night) de Nicholas Ray : Lambert
- 1949 : J'ai tué Jesse James (I Shot Jesse James) de Samuel Fuller : le réceptionniste du Silver King
- 1949 : Vive monsieur le maire (The Inspector General) d'Henry Koster : Burbis
- 1950 : Jour de chance (Riding High) de Frank Capra : le maître d'hôtel
- 1950 : La Main qui venge (Dark City) de William Dieterle : le gérant du motel
- 1950 : Midi, gare centrale (Union Station) de Rudolph Maté : Horace
- 1951 : Lightning Strikes Twice de King Vidor : Hummel
- 1951 : Superman et les Nains de l'enfer (Superman and the Mole Men) de Lee Sholem : Jeff Reagan
- 1951 : Home Town Story d'Arthur Pierson : Berny Miles
- 1952 : Mutinerie à bord (Mutiny) d'Edward Dmytryk : le secrétaire de Parson
- 1952 : Mes six forçats (My Six Convicts) de Hugo Fregonese : Dr Brint
- 1952 : L'Homme à l'affût (The Sniper) d'Edward Dmytryk : Peter Eureka
- 1953 : Le Voleur de minuit (The Moonlighter) de Roy Rowland : M. Gurley
- 1954 : Quatre Étranges Cavaliers (Silver Lode) d'Allan Dwan : le banquier Prescott
- 1954 : La Reine de la prairie (Cattle Queen of Montana) d'Allan Dwan : un employé du bureau de territoire
- 1955 : Les Forbans (The Spoilers) de Jesse Hibbs : Montrose
- 1956 : L'Extravagante Héritière (You Can't Run Away from It) de Dick Powell : Billings
- 1956 : The Desperados Are in Town de Kurt Neumann
- 1957 : Le Bord de la rivière (The River's Edge) d'Allan Dwan : Floyd Barry
- 1957 : Le Shérif de fer (The Iron Sheriff) de Sidney Salkow
- 1957 : Mon père, cet étranger (The Young Stranger) de John Frankenheimer : M. Doyle
- 1958 : Les Feux de l'été (The Long, Hot Summer) de Martin Ritt : Harris
- 1959 : The Rebel Set de Gene Fowler Jr.
- 1961 : Milliardaire pour un jour (Pocketful of Miracles) de Frank Capra : Lloyd
- 1962 : Coups de feu dans la Sierra (Ride the High Country) de Sam Peckinpah : Abner Samson
- 1965 : Les Inséparables (Marriage on the Rocks) de Jack Donohue : M. Bruno
- 1967 : Trois Fantômes à la plage (The Spirit is willing) de William Castle : le boutiquier
- 1968 : Le Fantôme de Barbe-Noire (Blackbeard's Ghost) de Robert Stevenson : M. Harrison
- 1969 : Cramponne-toi, Jerry (Hook, Line and Sinker) de George Marshall : l'entrepreneur des pompes funèbres
- 1970 : Le Reptile (There Was a Crooked Man...) de Joseph L. Mankiewicz : un membre du conseil municipal

### Télévision
(séries, sauf mention contraire)
- 1950 : Dick Tracy

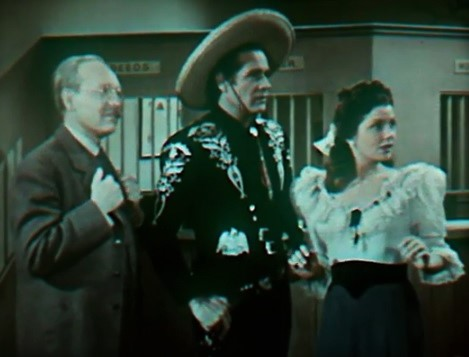
Série Cisco Kid, épisode Boomerang (1950), avec Byron Foulger, Duncan Renaldo et Jane Adams (de g. à d.)

  - Saison 1, épisode - Dick Tracy and the Stolen Emeralds : Blowtop
- 1950-1954 : Cisco Kid (The Cisco Kid)
  - Saison 1, épisode 1 Boomerang (1950) : le banquier Harley
  - Saison 4, épisode 26 Cisco Plays the Ghost (1954) de Lew Landers : Claude Bobkins Jr.
- 1950-1957 : The Lone Ranger
  - Saison 1, épisode 26 Eaux troubles (Troubled Waters, 1950 - Rufe Barton) de George Archainbaud et épisode 45 Tonto en détresse (Trouble for Tonto, 1950 - Thad Kendall)
  - Saison 3, épisode 25 La Loi de Tumblerock (Tumblerock Law, 1953) de Paul Landres : Magill
  - Saison 5, épisode 38 Témoin aveugle (Blind Witness, 1957) d'Earl Bellamy : Joe Benson
- 1953-1959 : Les Aventuriers du Far West (Death Valley Days)
  - Saison 1, épisode 17 Little Oscar's Millions (1953) de Stuart E. McGowan : le photographe
  - Saison 7, épisode 5 The Red Flannel Suit (1958 - Herbert Willis) de Stuart E. McGowan et épisode 33 Forty Steps to Glory (1959 - Sam Gibbs) de Stuart E. McGowan
- 1955-1957 : Climax!
  - Saison 1, épisode 38 Deal a Blow (1955) de John Frankenheimer : un spectateur au théâtre
  - Saison 2, épisode 24 Pale Horse, Pale Rider (1956) de John Frankenheimer et épisode 36 A Trophy for Howard Davenport (1956) de Buzz Kulik
  - Saison 3, épisode 19 And Don't Ever Come Back (1957) de Jack Smight et épisode 43 Trial by Fire (1957 - Frank Steel) de Don Medford
  - Saison 4, épisode 10 Hurricane Diane (1957) : le gérant de l'hôtel
- 1958 : Alarm de Lewis R. Foster (téléfilm) : Brenan
- 1958 : Maverick
  - Saison 1, épisode 23 The Seventh Hand de Richard L. Bare : le réceptionniste de l'hôtel
  - Saison 2, épisode 2 The Lonesome Reunion de Richard L. Bare : le réceptionniste de l'hôtel
- 1959 : Rintintin (The Adventures of Rin Tin Tin)
  - Saison 5, épisode 26 The Failure : Pineas Crabtree
- 1959 : La Quatrième Dimension (The Twilight Zone)
  - Saison 1, épisode 5 Souvenir d'enfance (Walking Distance) de Robert Stevens : Charlie
- 1959 : Les Incorruptibles (The Untouchables)
  - Saison 1, épisode 7 Pas de cadavre au Mexique (Mexican State Out) de Tay Garnett : Julius Imbry
- 1959-1964 : La Grande Caravane (Wagon Train)
  - Saison 3, épisode 2 The Greenhorn Story (1959) de Bretaigne Windust : Humphrey Pumphret
  - Saison 5, épisode 33 The Nancy Lee Davis Story (1962) : Hibbs
  - Saison 6, épisode 25 The Annie Duggan Story (1963) : Jervis Clinton
  - Saison 7, épisode 18 The Geneva Balfour Story (1964 - Cort Sutler) et épisode 20 The Grover Allen Story (1964 - George Duskin) de Joseph Pevney
- 1959-1964 : Bonanza
  - Saison 1, épisode 3 Or et Amour (The Newcomers, 1959) de Christian Nyby : Justin Flannery
  - Saison 4, épisode 14 Le Jury (The Jury, 1962) de Christian Nyby : Taylor
  - Saison 5, épisode 21 Le Roi de la montagne (King of the Mountain, 1964) de Don McDougall : Parson
- 1960 : Denis la petite peste (Dennis the Menace)
  - Saison 1, épisode 14 Dennis' Tree House de Charles Barton et épisode 20 Dennis and the Dog de Charles Barton : Frederick Timberlake
- 1960 : The Slowest Gun in the West (it) d'Herschel Daugherty (téléfilm) : l'employé
- 1960 : One Step Beyond
  - Saison 2, épisode 23 Disparitions (Vanishing Point) de John Newland : le juge
- 1960 : Elfego Baca
  - Saison 2, épisode 4 Gus Tomlin Is Dead de William Beaudine : M. Sibley
- 1960-1962 : Lassie
  - Saison 6, épisode 20 The Grasshopper and the Ant (1960) : Dan Porter
  - Saison 7, épisode 14 Bows and Arrows (1960) et épisode 16The White-Faced Bull (1961) : Dan Porter
  - Saison 8, épisode 29 The Vindication of Relentless (1962) de William Beaudine : Milt Stewart
- 1960-1963 : Rawhide
  - Saison 2, épisode 13 Les Druides (Incident of the Druid Curse, 1960) de Jesse Hibbs : Lismore
  - Saison 6, épisode 10 Abus de confiance (Incident at Confidence Creek, 1963) : le fermier
- 1960-1968 : Le Monde merveilleux de Disney (The Wonderful World of Disney ou Disneyland)
  - Saison 7, épisode 6 Moochie of Pop Warner Football, Part II: From Ticonderoga to Disneyland (1960) de William Beaudine : le principal du collège
  - Saison 14, épisodes 24 et 25 The Mystery of Edward Sims (Parts I & II) de Seymour Robbie : Henry Peterson
- 1961 : Au nom de la loi (Wanted: Dead or Alive)
  - Saison 3, épisode 22 L'Enlèvement (Detour) : le révérend
- 1961-1966 : Adèle (Hazel)
  - Saison 1, épisode 12 Hazel's Christmas Shopping (1961) de William D. Russell : Larry
  - Saison 2, épisode 21 Hazel and the Stockholder's Meeting (1963) de William D. Russell : M. Zimmerman
  - Saison 3, épisode 23 Such a Nice Little Man (1964) de William D. Russell : Willie Gaffney
  - Saison 5, épisode 25 Hazel's Free Enterprise (1966) de William D. Russell : M. Moore
- 1962 : 77 Sunset Strip
  - Saison 4, épisode 22 The Bel Air Hermit de George Waggner : Clyde Greenfield
- 1962-1965 : Perry Mason, première série
  - Saison 6, épisode 12 The Case of the Polka Dot Pony (1962) de Jesse Hibbs : Leverett Thomas « Pop »
  - Saison 8, épisode 30 The Case of the Mischievous Doll (1965) de Jesse Hibbs : un employé de l'aéroport
- 1962-1966 : Gunsmoke ou Police des plaines (Gunsmoke ou Marshal Dillon)
  - Saison 8, épisode 10 The Hunger (1962) : Dooley
  - Saison 12, épisode 15 The Hanging (1966) de Bernard L. Kowalski : Ollie
- 1964 : Les Voyages de Jaimie McPheeters (The Travels of Jaimie McPheeters)
  - Saison unique, épisode 26 The Day of the Reckoning de Boris Sagal : Hickey
- 1964 : L'Homme à la Rolls (Burke's Law), première série
  - Saison 1, épisode 18 Who Killed Madison Cooper? (Howard) de Jeffrey Hayden et épisode 28 Who Killed Annie Foran? (Beldon) de Lewis Allen
- 1965 : Monsieur Ed, le cheval qui parle (Mister Ed)
  - Saison 5, épisode 7 Animal Jury d'Arthur Lubin : M. Glorby
- 1965 : Le Fugitif (The Fugitive)
  - Saison 3, épisode 6 Three Chears for Little Boy Blue de Walter Grauman : le réceptionniste de l'hôtel Colby
- 1965-1966 : Une mère pas comme les autres (My Mother the Car)
  - Saison unique, épisode 8 The Captain Manzini Grand Prix (1965 - Meeks) et épisode 23 My Son, the Criminal (1966 - M. Kroot) de Rodney Amateau
- 1965-1967 : L'Extravagante Lucy (The Lucy Show)
  - Saison 3, épisode 20 My Fair Lucy (1965) de Jack Donohue : Fred Dunbar
  - Saison 5, épisode 19 Lucy Meets the Law (1967) : M. Trindle

- 1966 : Max la Menace (Get Smart)

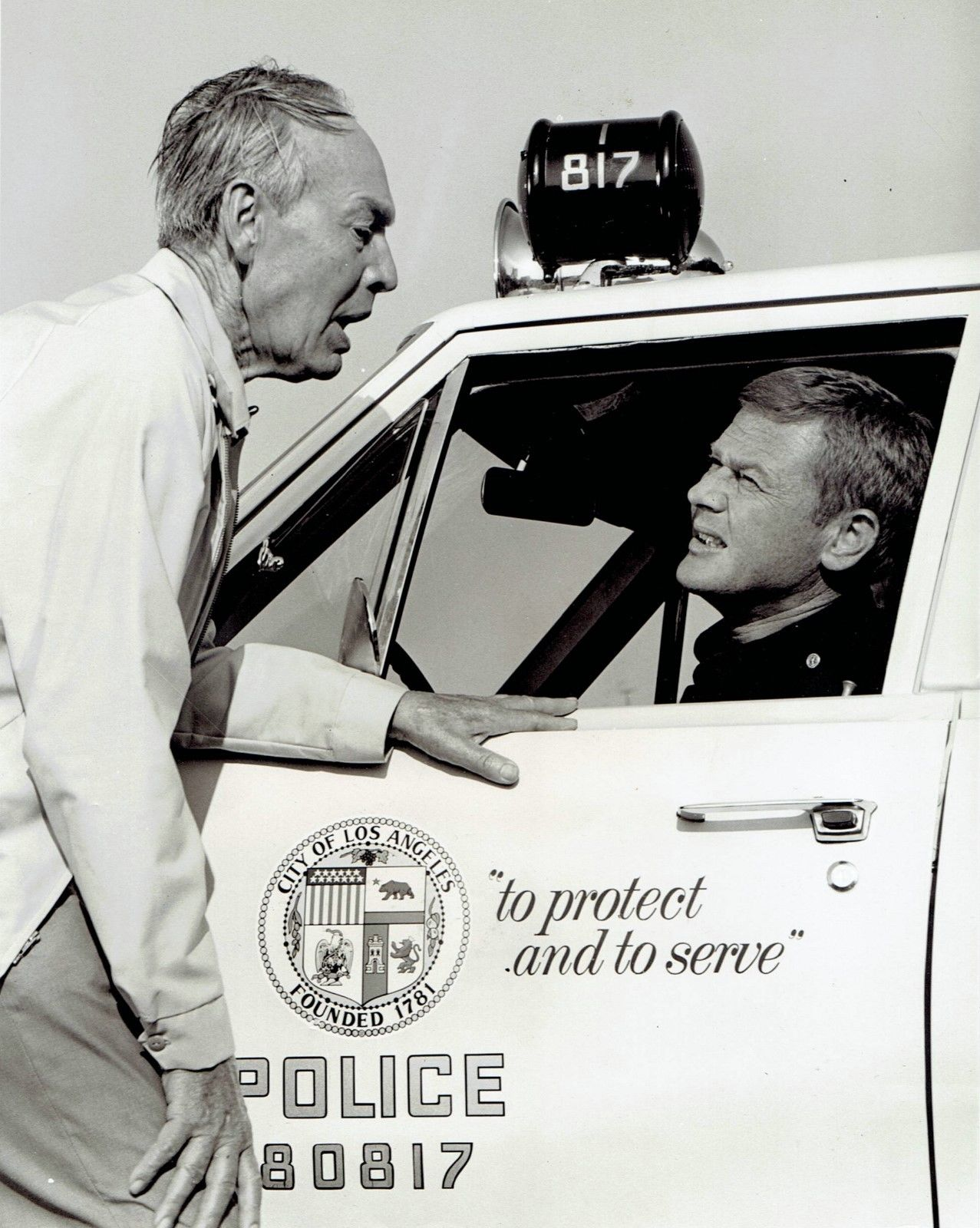
Avec Martin Milner (à d.), dans la série Auto-patrouille, épisode Log 161: And You Want Me to Get Married? (1968)

  - Saison 1, épisode 21 Journal intime ('Dear Diary) : Bush
- 1966 : Les Arpents verts (Green Acres)
  - Saison 2, épisode 10 Vous devriez faire du cinéma (You Ought to Be in Pictures) de Richard L. Bare : M. Melvin
- 1966 : Brigade criminelle (The Felony Squad)
  - Saison 1, épisode 7 The Immaculate Killer de Seymour Robbie : Zeller
- 1966-1967 : Laredo
  - Saison 1, épisode 30 A Taste of Money (1966) de William Witney : Martingale
  - Saison 2, épisode 5 The Land Slickers (1966 - Leslie Weems) et épisode 26 Split the Difference (1967 - E. J. Hollingsworth Morse) d'Alan Rafkin
- 1967 : Au cœur du temps (The Time Tunnel)
  - Saison unique, épisode 18 Ceux qui viennent des étoiles (Visitors from Beyond the Stars) de Sobey Martin : le propriétaire du saloon Williams
- 1967 : Daniel Boone
  - Saison 3, épisode 17 The Williamsburg Cannon (Part II) de William Witney : Thomas Goodleaf
- 1967 : Captain Nice
  - Saison unique, épisode 1 The Man Who Flies Like a Pigeon de Jud Taylor, épisode 2 How Sheik Can You Get? de Gary Nelson, épisode 4 That Was the Bridge That Was de Gary Nelson, épisode 5 The Man with Three Blue Eyes, épisode 6 Is Big Town Burning? de Gene Reynolds, épisode 8 That's What Mothers Are For de Gary Nelson, et épisode 9 Whatever Lola Wants de Richard Kinon : M. Nash
- 1968 : Les Mystères de l'Ouest (The Wild Wild West)
  - Saison 4, épisode 3 La Nuit de l'engin mystérieux (The Night of the Juggernaut) d'Irving J. Moore : l'employé du cadastre
- 1968 : Auto-patrouille (Adam-12)
  - Saison 1, épisode 6 Log 161: Au You Want Me to Get Married? : le vieil automobiliste
- 1968-1969 : La Nouvelle Équipe (The Mod Squad)
  - Saison 1, épisode 5You Can't Tell the Players Without a Programmer (1968) d'Earl Bellamy : Arthur Quinn
  - Saison 2, épisode 6 Lisa (1969) de Robert Michael Lewis : le droguiste
- 1970 : The Love War (en) de George McCowan (téléfilm) : Will